# Anastazja Romanowa (1860–1922)
Anastazja Michajłowna Romanowa, ros. Анастасия Михайловна (ur. 28 lipca 1860 w Peterhofie, zm. 11 marca 1922 w Èze) – wielka księżna, córka Mikołaja Mikołajewicza, żona Fryderyka Franciszka III, wielkiego księcia Meklemburgii i Schwerinu. Ze związku pochodziło troje dzieci:
- Aleksandra (1879–1952), żona króla Danii Chrystiana X,
- Fryderyk Franciszek IV (1882–1945), wielki książę Meklemburgii i Schwerinu,
- Cecylia (1886–1954), żona następcy tronu Niemiec Wilhelma.

Była odznaczona meklemburskim Krzyżem Wielkim Orderu Korony Wendyjskiej, rosyjskim Orderem św. Katarzyny, pruskim Orderem Luizy.